# Frans Berglund
Frans Edvard Berglund, född 6 november 1861 i Torshälla, död 17 februari 1947 i Stockholm, var en svensk läkare.
Frans Berglund var son till slussinspektören Anders Berglund. Efter mogenhetsexamen i Örebro 1879 blev han 1886 medicine kandidat och 1890 medicine licentiat vid Uppsala universitet. Berglund innehade korta läkarförordnanden innan han 1890 blev amanuens vid Akademiska sjukhusets kirurgiska klinik och 1891 läkare vid statens tvångsarbetsanstalt på Svartsjö. Han gjorde en uppmärksammad socialmedicinsk insats vid Svartsjö och erhöll vid sin avgång 1924 en personlig pension genom riksdagsbeslut. Berglund var 1907-1926 ledamot av Stockholms läns landsting och bidrog kraftigt till utvecklingen av länets sjukvård. Han var mycket intresserad av barnmorskornas situation och var 1925-1937 ordförande i Allmänna svenska barnmorskeförbundet. Berglund blev 1942 medicine hedersdoktor vid Karolinska Institutet. Berglund företog flera studieresor och publicerade uppsatser i sociala och medicinska ämnen.